# クートフーミ
クートフーミ（Kuthumi）とは、ヘレナ・P・ブラヴァツキーにはじまる近代神智学の教義で、信奉者たちを導く霊的指導者マハトマ 、「古代の知恵の大師」の一人とされる。ブラヴァツキーが存在を主張し、彼はカシュミールのブラーマンの生まれのインド人で、チベット人以外でその叡智を知る希有な人物としていた。手紙などは多数残されているが、実体は不明で、神智学協会関係者も姿を見ることはなかった。クートフーミという名は、ブラヴァツキーが言及しているプラーナ文献に現れる聖仙の名（Kuthumi）に近い。彼の名はKoot HoomiやMaster K.H.とも表記され、日本語では「クツミ」「クスミ」とも表記する。

## 概説
近代神智学の教えでは、マハートマー（「偉大なる魂」の意）とされ、人類の高レベルな意識への進化を監督するスピリチュアル・ハイアラーキー（Spiritual Hierarchy・アセンデッドマスター）、グレート・ホワイト・ブラザーフッドのメンバーであるとされる。
ヘレナ・P・ブラヴァツキーは、クートフーミとモリヤは神智学の教えのため彼女に協力しており、彼らの助けで『ヴェールを剥がれたイシス』、『シークレット・ドクトリン』を書いたのだと述べた。アルフレッド・パーシー・シネットやアラン・オクタビアン・ヒューム、その他の人々により、クートフーミが口述したとする文書が書かれた。これらの手紙のいくつかはシネットの数冊の著作の元になり、クートフーミとモリヤからシネットへの手紙を編集した本『マハートマー書簡』のメインパートを成している。
人類学者の杉本良男は、クートフーミの存在は、神智学協会がインドの藩王コネクションと共にシク・コネクションも重視していたことを示しており、シク・コネクションは、インドで宗教のプロテスタント化を目指すナショナリズム運動を主導したアーリヤ・サマージと深い関係があると指摘している。
神智学協会に引き取られ、「世界教師の乗り物」として教育されたジッドゥ・クリシュナムルティは、少年時代にチャールズ・ウェブスター・レッドビータと共に毎晩アストラル体を体から離して、チベット山中にいるクートフーミを訪れ指導を受けたという。
神智学協会から分派したアルケイン・スクールのアリス・ベイリーは、1895年にクートフーミと会った事があると書いている。ヨーロッパ人ではない民族の、ヨーロッパ風の服を着てターバンを巻いた男だったという。
ベイリーは、七光線というオカルティズムの概念において、クートフーミは第二光線を司るとした 。近代神智学の昇天大師派という団体では、地球での職務においてマイトレーヤ（弥勒菩薩）のあとを継いだとし、1956年1月1日からイエス大師に加え、彼を「世界教師」とみなすようになった。
近代神智学信奉者の間では、クートフーミはかつてピタゴラスとして肉体をもったと信じられている。加えてガイ・バラードのアイ・アム運動、昇天大師派のThe Bridge to Freedom、神智学系のスピリチュアル指導者・ニューエイジの宗教的人物マーク・プロフェットが設立したサミット・ライトハウス（彼の死後妻のエリザエス・クレアがリーダーとなって普遍勝利教会と改名、核戦争による終末を予言した）でも、トトメス3世、バルタザール（東方の三博士）、アッシジのフランチェスコ、シャー・ジャハーンとして出現したとされる。

## 懐疑的視点
K・ポール・ジョンソンは、ブラヴァツキーの言う「マスターたち」は、彼女の師だった人々が理想化されたものだと主張した。ジョンソンは、「クートフーミ大師」はのモデルは、インド独立運動とシク教革新をすすめた組織シク・サバーのメンバーで、最期のシク王デュリープ・シンのいとこだったタクール・シンであると断言した。人類学者の杉本良男は、ブラヴァツキーの『幻想紀行』でのクートフーミは、ラーム・ランジット・シン（Ram Ranjit Das）がモデルである可能性があると述べている。神智学協会は、アーリヤ・サマージ（ヒンドゥー教の改革を目指しナショナリズム運動を主導した）と関係の深いシク・サバーや藩王のナショナリズムとも深く関わっていた。
クートフーミの手紙はブラヴァツキーの自作自演が疑われていたが、1984年の心霊現象研究協会の再調査では、手紙は彼女の筆跡ではないと判断された。自作説は否定されたが、口述を誰かが清書したという疑いは晴れていない。ブラヴァツキーの側近ダモダル・マーワランカル、スッバ・ラーオが書いたと言われたり、アルフレッド・パーシー・シネットの筆跡がもっとも似ているという説もある。杉本良男は、クートフーミの手紙はダモダルがシネットと交流があった時期に限定されており、ダモダルが1885年に大師を探しにチベットに向かい消息を絶つと手紙も途絶えたため、関与があったことは否定できないと述べている。

## 参照
1. ↑  『現代オカルトの根源 - 霊性進化論の光と闇』大田俊寛〈ちくま新書〉、2013年
2. 1 2 3 4 5 6 7  杉田 2015.
3. ↑  氷川雅彦『神智学をめぐる人々: The Secret of Theosophy』 光祥社、2014年
4. ↑  Keller, Rosemary Skinner; Rosemary Radford Ruether, Marie Cantlon (2006). Encyclopedia of Women And Religion in North America. Indiana University Press. pp. 763. ISBN 0253346886
5. ↑  Hammer, Olav (2004). Claiming Knowledge: Strategies of Epistemology from Theosophy to the New Age. BRILL. pp. 65. ISBN 900413638X
6. ↑  Bailey, Alice A,  A Treatise on Cosmic Fire (Section Three - Division A - Certain Basic Statements), 1932, Lucis Trust. 1925, p 1237
7. ↑  Luk, A.D.K.. Law of Life - Book II. Pueblo, Colorado: A.D.K. Luk Publications 1989, Collection of what are believed by The I AM Activity and The Bridge to Freedom to be the past embodiments of Ascended Masters
8. ↑   Leadbeater, C.W.  The Masters and the Path  Adyar, Madras, India: 1925--Theosophical Publishing House--Page 237
9. ↑  予言者エリザベス・クレア・プロフェット（２）宮本神酒男 NIERIKA
10. ↑  Schroeder, Werner Ascended Masters and Their Retreats Ascended Master Teaching Foundation 2004, Reference text of what are believed by The I AM Activity and The Bridge to Freedom to be the past embodiments of Ascended Masters
11. ↑   Johnson, Paul K. Initiates of Theosophical Masters Albany, New York:1995 State University of New York Press Page 49